# 69 (tal)
 For alternative betydninger, se 69 (flertydig). (Se også artikler, som begynder med 69)
69 (niogtres, på checks også sekstini) er det naturlige tal som kommer efter 68 og efterfølges af 70.

## Inden for videnskab
- 69 Hesperia, asteroide
- M69, kuglehob i Skytten, Messiers katalog

## Eksterne links
- Wikimedia Commons har flere filer relateret til 69 (tal)